# Dummer (New Hampshire)
Dummer in New Hampshire ist eine Town in Neuengland. Es liegt im Coös County in den „Great North Woods“ New Hampshires. Das U.S. Census Bureau hat bei der Volkszählung 2020 eine Einwohnerzahl von 306 ermittelt.
Der Name bezieht sich auf William Dummer, Gouverneur von Massachusetts. Dieser hatte einen Krieg gegen Ureinwohner gewonnen und im Jahr 1727 einen Friedensvertrag geschlossen, der zwanzig Jahre lang hielt.

## Geographie
Dummer liegt am Androscoggin River, der im Gemeindegebiet zum Pontook Reservoir gestaut wird, nordöstlich der White Mountains. Der westliche Teil des Gemeindegebietes liegt am Little Ammonoosuc River mit den Pontook-Wasserfällen. An Dummer grenzen Millsfield im Norden, Errol im Nordosten, Cambridge in Osten, Milan im Süden sowie Stark und Odell im Westen. Der Weiler Paris liegt zum Teil in Dummer, zum Teil in Stark.

## Geschichte
Die Siedlungskonzession für Dummer wurde 1773 durch Gouverneur John Wentworth erteilt. Zu den Konzessionsinhabern gehörte unter anderem Mark Hunking Wentworth, der Vater des Gouverneurs. Die ersten Siedler kamen erst nach 1800. Bei der Vermessung 1806 wurden zwölf Parzellen reserviert: drei als Pfarräcker, drei für Geistliche, drei für die ersten Siedler und drei zur Unterstützung von Schulen. 1810 hatte Dummer sieben Einwohner, 1820 waren es nach einer Quelle 27, laut Census 42. 1848 wurde Dummer als unabhängige Gemeinde registriert. Das Gebiet von Dummer ist bergig und wenig fruchtbar. Der Hauptwirtschaftszweig im 19. Jahrhundert war die Holzernte. Zur Verarbeitung des Holzes gab es zwei Sägemühlen, und es wurde Holz auf dem Androscoggin nach Berlin geflößt und dort zu Papier verarbeitet.
1852 wurde die Bahnstrecke von Gorham nach Groveton durch Dummer gebaut. Dieses hatte jedoch keinen eigenen Bahnhof.
1859 gab es in Dummer zwei Sägemühlen, sieben Schulbezirke und eine Baptistengemeinde.
Mitte der 1980er Jahre wurde der Pontook Damm zur Wasserkrafterzeugung umgebaut.

### Bevölkerungsentwicklung
| Volkszählungsergebnisse – Dummer, New Hampshire | Volkszählungsergebnisse – Dummer, New Hampshire | Volkszählungsergebnisse – Dummer, New Hampshire | Volkszählungsergebnisse – Dummer, New Hampshire | Volkszählungsergebnisse – Dummer, New Hampshire | Volkszählungsergebnisse – Dummer, New Hampshire | Volkszählungsergebnisse – Dummer, New Hampshire | Volkszählungsergebnisse – Dummer, New Hampshire | Volkszählungsergebnisse – Dummer, New Hampshire | Volkszählungsergebnisse – Dummer, New Hampshire | Volkszählungsergebnisse – Dummer, New Hampshire |
| Jahr                                            | 1810                                            | 1820                                            | 1830                                            | 1840                                            | 1850                                            | 1860                                            | 1870                                            | 1880                                            | 1890                                            | 1900                                            |
| ----------------------------------------------- | ----------------------------------------------- | ----------------------------------------------- | ----------------------------------------------- | ----------------------------------------------- | ----------------------------------------------- | ----------------------------------------------- | ----------------------------------------------- | ----------------------------------------------- | ----------------------------------------------- | ----------------------------------------------- |
| Einwohner                                       | 7                                               | 42                                              | 65                                              | 57                                              | 171                                             | 289                                             | 317                                             | 464                                             | 455                                             | 349                                             |
| Jahr                                            | 1910                                            | 1920                                            | 1930                                            | 1940                                            | 1950                                            | 1960                                            | 1970                                            | 1980                                            | 1990                                            | 2000                                            |
| Einwohner                                       | 292                                             | 266                                             | 298                                             | 274                                             | 229                                             | 202                                             | 225                                             | 390                                             | 322                                             | 309                                             |
| Jahr                                            | 2010                                            | 2020                                            | 2030                                            | 2040                                            | 2050                                            | 2060                                            | 2070                                            | 2080                                            | 2090                                            | 2100                                            |
| Einwohner                                       | 304                                             | 306                                             |                                                 |                                                 |                                                 |                                                 |                                                 |                                                 |                                                 |                                                 |

## Infrastruktur und Gemeindeeinrichtungen
Dummer hat keine eigene Polizeiorganisation. Die Freiwillige Feuerwehr sorgt für den Brandschutz; durch Freiwillige erfolgt auch die medizinische Notfallversorgung. Der Schulbesuch erfolgt je nach Klassenstufe in Milan beziehungsweise in Gorham oder Berlin. Dort befindet sich auch das nächstgelegene Krankenhaus. Dummer selbst hat eine Bibliothek, die Dummer Public Library, keine Schule und keine Kinderbetreuungseinrichtung. Die Gemeinde betreibt die Müllabfuhr, Wasserver- und -entsorgung geschehen privat mittels Brunnen und Tanks.

### Verkehr
Durch Dummer führt die New Hampshire State Route NH-16. Die NH-110 sowie die durch die St. Lawrence and Atlantic Railroad betriebene Bahnstrecke durchqueren die Südwestecke von Dummer. In Milan südlich von Dummer liegt der Berlin Regional Airport mit einer asphaltierten Landebahn. Der nächstgelegene Flughafen mit Linienverkehr ist in Portland.